# Congresso per la nomina alle elezioni presidenziali degli Stati Uniti d'America

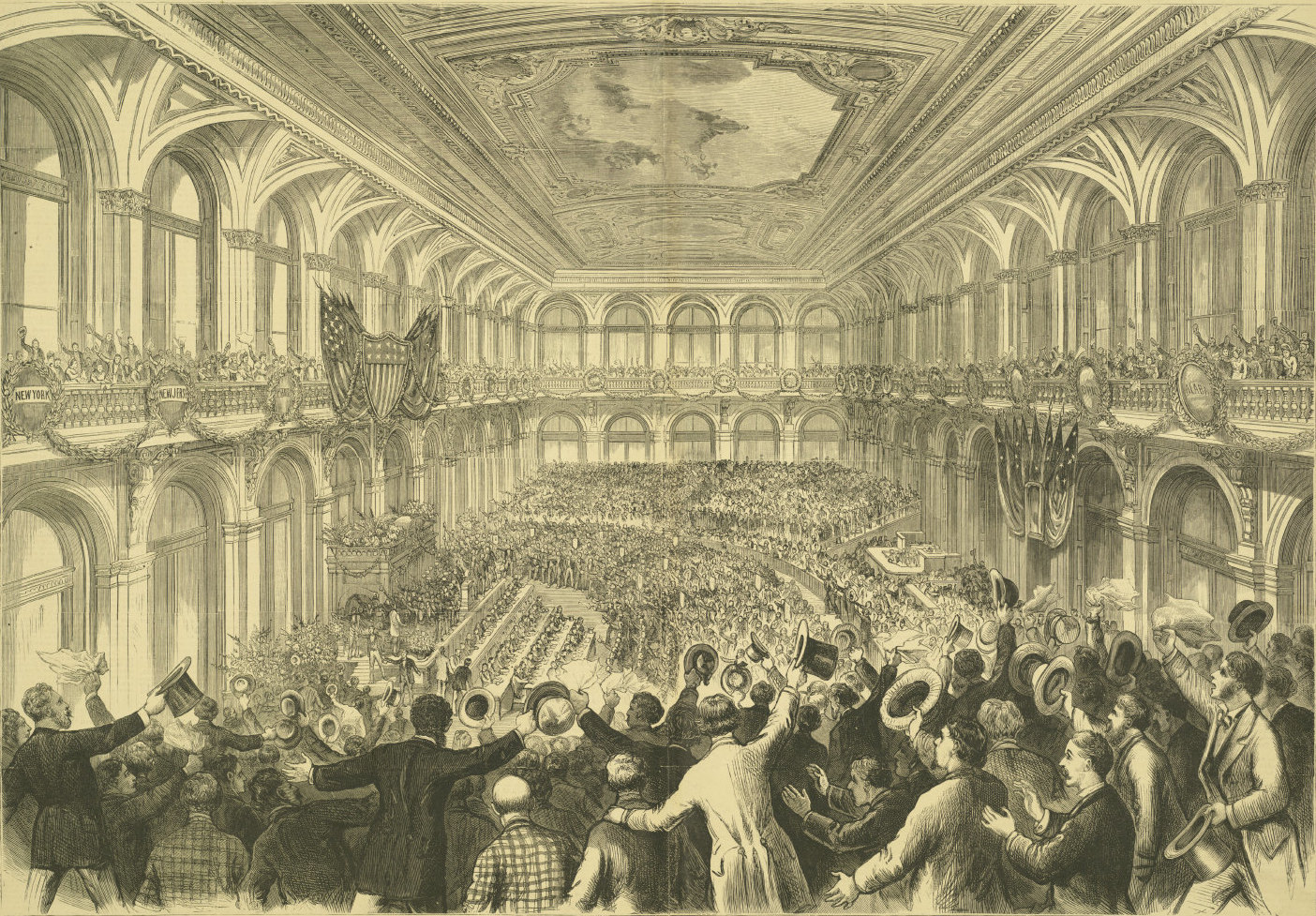
Il congresso nazionale democratico del 1876, tenutosi a Saint Louis

Un congresso per la nomina alle presidenziali degli Stati Uniti d'America (in inglese United States presidential nominating convention o semplicemente Convention) è un congresso politico, tenuto ogni quattro anni negli Stati Uniti da ciascuno dei più rappresentativi partiti politici, i quali designano i propri candidati alla presidente e vicepresidente in vista delle elezioni presidenziali.
L'assemblea dei delegati di partito, eletti in elezioni primarie, designa ufficialmente il candidato del che si presenterà alle elezioni presidenziali che si terranno nel novembre dello stesso anno; nella stessa sede viene decisa la piattaforma programmatica del partito, che dovrà convincere gli elettori a votare per il candidato prescelto. 
A seguito della modifica delle leggi elettorali, la Convention a partire dagli anni settanta ha perso la funzione di vera designazione dei candidati per assumere quella di un grande affare economico e cerimoniale.
Normalmente sono ristrette ai due maggiori partiti (il Partito Democratico e il Partito Repubblicano), ma anche alcuni partiti minori tramite esse selezionano i propri candidati (fra questi il Partito Verde, quello libertariano, quello della Costituzione e quello socialista). Questo tipo di congresso, storicamente, è stato organizzato per la prima volta nel 1831 dal Partito anti-massonico.

## Lista dei congressi dei partiti maggiori

### Partito Democratico
| Anno | Città         | Stato             | Nomina per la Presidenza  | Nomina per la Vicepresidenza |
| ---- | ------------- | ----------------- | ------------------------- | ---------------------------- |
| 1832 | Baltimora     | Maryland          | Andrew Jackson            | Martin Van Buren             |
| 1835 | Baltimora     | Maryland          | Martin Van Buren          | Richard Mentor Johnson       |
| 1840 | Baltimora     | Maryland          | Martin Van Buren          | -                            |
| 1844 | Baltimora     | Maryland          | James K. Polk             | George M. Dallas             |
| 1848 | Baltimora     | Maryland          | Lewis Cass                | William Butler               |
| 1852 | Baltimora     | Maryland          | Franklin Pierce           | William R. King              |
| 1856 | Cincinnati    | Ohio              | James Buchanan            | John C. Breckinridge         |
| 1860 | Baltimora     | Maryland          | John C. Breckinridge      | Joseph Lane                  |
| 1864 | Chicago       | Illinois          | George B. McClellan       | George Pendleton             |
| 1868 | New York      | New York          | Horatio Seymour           | Frank P. Blair Jr.           |
| 1872 | Baltimora     | Maryland          | Horace Greeley            | Benjamin Gratz Brown         |
| 1876 | St. Louis     | Missouri          | Samuel J. Tilden          | Thomas Hendricks             |
| 1880 | Cincinnati    | Ohio              | Winfield Scott Hancock    | William H. English           |
| 1884 | Chicago       | Illinois          | Grover Cleveland          | Thomas Hendricks             |
| 1888 | St. Louis     | Missouri          | Grover Cleveland          | Allen Thurman                |
| 1892 | Chicago       | Illinois          | Grover Cleveland          | Adlai Ewing Stevenson I      |
| 1896 | Chicago       | Illinois          | William Jennings Bryan    | Arthur Sewall                |
| 1900 | Kansas City   | Missouri          | William Jennings Bryan    | Adlai Ewing Stevenson I      |
| 1904 | St. Louis     | Missouri          | Alton Brooks Parker       | Henry G. Davis               |
| 1908 | Denver        | Colorado          | William Jennings Bryan    | John Kern                    |
| 1912 | Baltimora     | Maryland          | Woodrow Wilson            | Thomas R. Marshall           |
| 1916 | St. Louis     | Missouri          | Woodrow Wilson            | Thomas R. Marshall           |
| 1920 | San Francisco | California        | James M. Cox              | Franklin Delano Roosevelt    |
| 1924 | New York      | New York          | John W. Davis             | Charles W. Bryan             |
| 1928 | Houston       | Texas             | Al Smith                  | Joseph T. Robinson           |
| 1932 | Chicago       | Illinois          | Franklin Delano Roosevelt | John Nance Garner            |
| 1936 | Filadelfia    | Pennsylvania      | Franklin Delano Roosevelt | John Nance Garner            |
| 1940 | Chicago       | Illinois          | Franklin Delano Roosevelt | Henry A. Wallace             |
| 1944 | Chicago       | Illinois          | Franklin Delano Roosevelt | Harry S. Truman              |
| 1948 | Filadelfia    | Pennsylvania      | Harry S. Truman           | Alben W. Barkley             |
| 1952 | Chicago       | Illinois          | Adlai Ewing Stevenson II  | John Sparkman                |
| 1956 | Chicago       | Illinois          | Adlai Ewing Stevenson II  | Estes Kefauver               |
| 1960 | Los Angeles   | California        | John Fitzgerald Kennedy   | Lyndon B. Johnson            |
| 1964 | Atlantic City | New Jersey        | Lyndon B. Johnson         | Hubert Humphrey              |
| 1968 | Chicago       | Illinois          | Hubert Humphrey           | Edmund Muskie                |
| 1972 | Miami Beach   | Florida           | George McGovern           | Thomas Eagleton              |
| 1976 | New York      | New York          | Jimmy Carter              | Walter Mondale               |
| 1980 | New York      | New York          | Jimmy Carter              | Walter Mondale               |
| 1984 | San Francisco | California        | Walter Mondale            | Geraldine Ferraro            |
| 1988 | Atlanta       | Georgia           | Michael Dukakis           | Lloyd Bentsen                |
| 1992 | New York      | New York          | Bill Clinton              | Al Gore                      |
| 1996 | Chicago       | Illinois          | Bill Clinton              | Al Gore                      |
| 2000 | Los Angeles   | California        | Al Gore                   | Joe Lieberman                |
| 2004 | Boston        | Massachusetts     | John Kerry                | John Edwards                 |
| 2008 | Denver        | Colorado          | Barack Obama              | Joe Biden                    |
| 2012 | Charlotte     | Carolina del Nord | Barack Obama              | Joe Biden                    |
| 2016 | Filadelfia    | Pennsylvania      | Hillary Clinton           | Tim Kaine                    |
| 2020 | Milwaukee     | Wisconsin         | Joe Biden                 | Kamala Harris                |
| 2024 | Chicago       | Illinois          | Kamala Harris             | Tim Walz                     |

### Partito Repubblicano
| Anno | Città         | Stato             | Nomina per la Presidenza | Nomina per la Vicepresidenza |
| ---- | ------------- | ----------------- | ------------------------ | ---------------------------- |
| 1856 | Filadelfia    | Pennsylvania      | John Charles Frémont     | William L. Dayton            |
| 1860 | Chicago       | Illinois          | Abraham Lincoln          | Hannibal Hamlin              |
| 1864 | Baltimora     | Maryland          | Abraham Lincoln          | Andrew Johnson               |
| 1868 | Chicago       | Illinois          | Ulysses S. Grant         | Schuyler Colfax              |
| 1872 | Filadelfia    | Pennsylvania      | Ulysses S. Grant         | Henry Wilson                 |
| 1876 | Cincinnati    | Ohio              | Rutherford B. Hayes      | William A. Wheeler           |
| 1880 | Chicago       | Illinois          | James A. Garfield        | Chester Arthur               |
| 1884 | Chicago       | Illinois          | James Blaine             | John A. Logan                |
| 1888 | Chicago       | Illinois          | Benjamin Harrison        | Levi P. Morton               |
| 1892 | Minneapolis   | Minnesota         | Benjamin Harrison        | Whitelaw Reid                |
| 1896 | St. Louis     | Missouri          | William McKinley         | Garret Hobart                |
| 1900 | Filadelfia    | Pennsylvania      | William McKinley         | Theodore Roosevelt           |
| 1904 | Chicago       | Illinois          | Theodore Roosevelt       | Charles W. Fairbanks         |
| 1908 | Chicago       | Illinois          | William Howard Taft      | James S. Sherman             |
| 1912 | Chicago       | Illinois          | William Howard Taft      | James S. Sherman             |
| 1916 | Chicago       | Illinois          | Charles Evans Hughes     | Charles W. Fairbanks         |
| 1920 | Chicago       | Illinois          | Warren G. Harding        | Calvin Coolidge              |
| 1924 | Cleveland     | Ohio              | Calvin Coolidge          | Charles Dawes                |
| 1928 | Kansas City   | Missouri          | Herbert Hoover           | Charles Curtis               |
| 1932 | Chicago       | Illinois          | Herbert Hoover           | Charles Curtis               |
| 1936 | Cleveland     | Ohio              | Alf Landon               | William Franklin Knox        |
| 1940 | Filadelfia    | Pennsylvania      | Wendell Willkie          | Charles L. McNary            |
| 1944 | Chicago       | Illinois          | Thomas E. Dewey          | John W. Bricker              |
| 1948 | Filadelfia    | Pennsylvania      | Thomas E. Dewey          | Earl Warren                  |
| 1952 | Chicago       | Illinois          | Dwight D. Eisenhower     | Richard Nixon                |
| 1956 | San Francisco | California        | Dwight D. Eisenhower     | Richard Nixon                |
| 1960 | Chicago       | Illinois          | Richard Nixon            | Henry Cabot Lodge            |
| 1964 | San Francisco | California        | Barry Goldwater          | William E. Miller            |
| 1968 | Miami Beach   | Florida           | Richard Nixon            | Spiro Agnew                  |
| 1972 | Miami Beach   | Florida           | Richard Nixon            | Spiro Agnew                  |
| 1976 | Kansas City   | Missouri          | Gerald Ford              | Bob Dole                     |
| 1980 | Detroit       | Michigan          | Ronald Reagan            | George H. W. Bush            |
| 1984 | Dallas        | Texas             | Ronald Reagan            | George H. W. Bush            |
| 1988 | New Orleans   | Louisiana         | George H. W. Bush        | Danforth Quayle              |
| 1992 | Houston       | Texas             | George H. W. Bush        | Danforth Quayle              |
| 1996 | San Diego     | California        | Bob Dole                 | Jack Kemp                    |
| 2000 | Filadelfia    | Pennsylvania      | George W. Bush           | Dick Cheney                  |
| 2004 | New York      | New York          | George W. Bush           | Dick Cheney                  |
| 2008 | Saint Paul    | Minnesota         | John McCain              | Sarah Palin                  |
| 2012 | Tampa         | Florida           | Mitt Romney              | Paul Ryan                    |
| 2016 | Cleveland     | Ohio              | Donald Trump             | Mike Pence                   |
| 2020 | Charlotte     | Carolina del Nord | Donald Trump             | Mike Pence                   |
| 2024 | Milwaukee     | Wisconsin         | Donald Trump             | J. D. Vance                  |